# Monoclorură de fluor

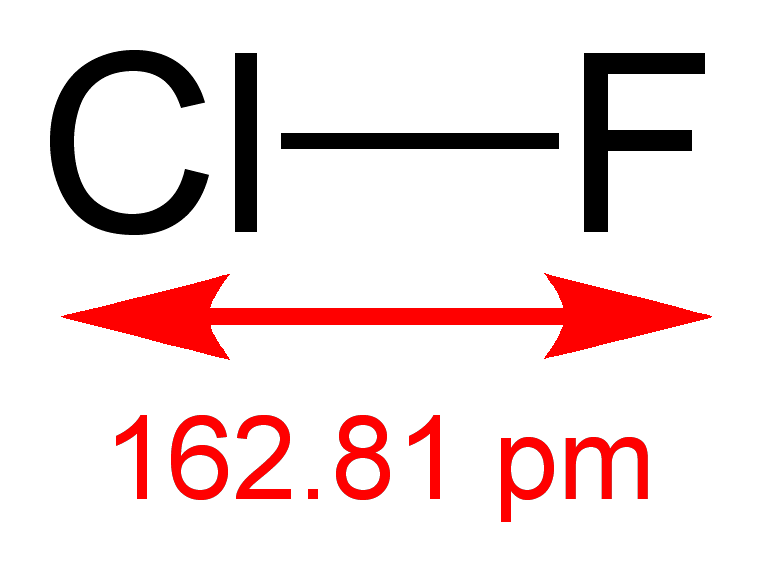
Reprezentare bidimensională a moleculei de monoclorură de fluor (ClF), evidențiind distanța de legătură dintre atomii de clor și fluor.

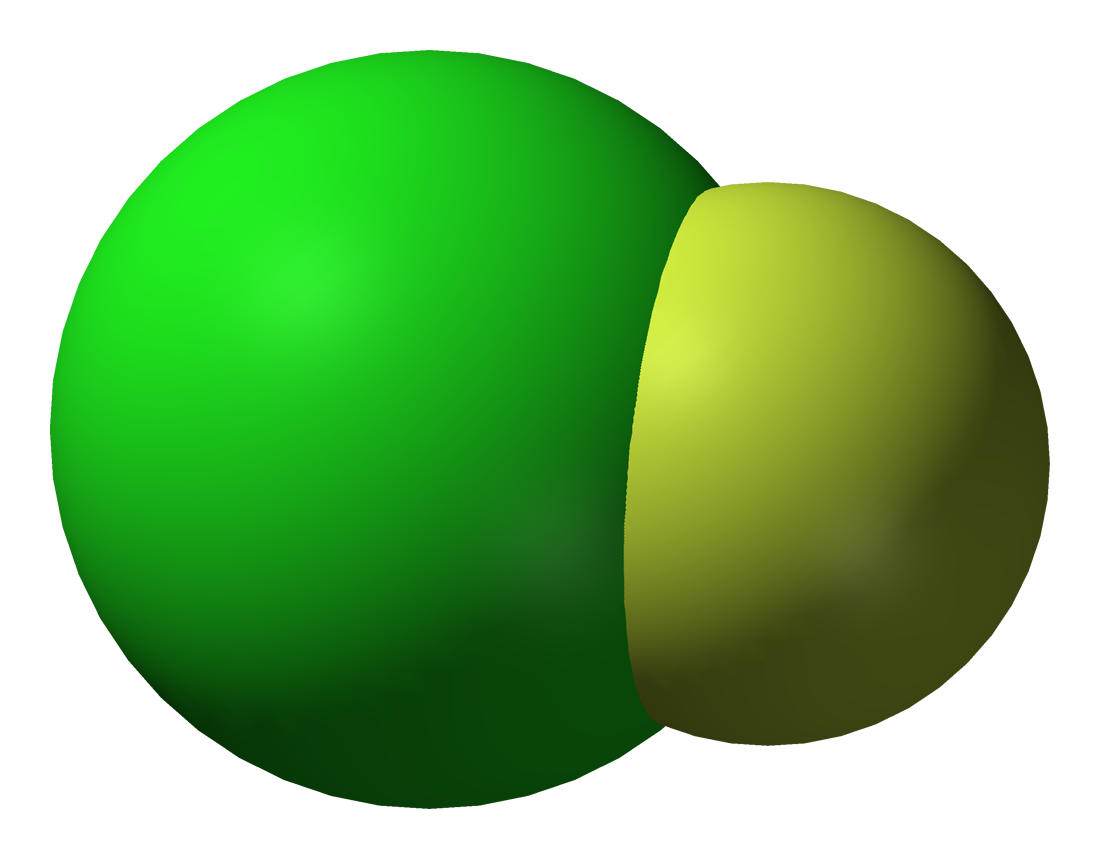
Model tridimensional al moleculei de monoclorură de fluor (ClF), cu reprezentarea Van der Waals a atomilor, evidențiind dimensiunile relative și geometria liniară a compusului.

Monoclorura de fluor (ClF) este un compus chimic binar format dintr-un atom de clor și unul de fluor. Este un gaz incolor, foarte reactiv, utilizat în diverse aplicații industriale și de cercetare.

## Proprietăți fizico-chimice
- Formula chimică: ClF
- Masă molară: 54,45 g/mol
- Stare fizică: Gaz la temperatura camerei
- Punct de topire: −155 °C
- Punct de fierbere: −100 °C
- Solubilitate: Reacționează cu apa
- Reactivitate: Agent oxidant puternic, instabil în prezența multor substanțe organice și anorganice

## Sinteză
Monoclorura de fluor se obține prin reacția directă dintre clor și fluor molecular, în condiții controlate de temperatură și presiune. Procesul este exotermic și necesită echipamente speciale din materiale rezistente la coroziune.

## Utilizări
- Industria chimică: Ca agent de fluorurare în sinteza compușilor organofluorurați
- Aplicații nucleare: Utilizat în unele procese de purificare a combustibilului nuclear
- Spectroscopie: În cercetări privind reactivitatea halogenilor

## Siguranță și toxicitate
Monoclorura de fluor este extrem de toxică și corozivă. Inhalarea sau contactul cu pielea poate provoca arsuri chimice severe. Manipularea sa necesită echipamente de protecție și ventilație adecvată.

## Legături cu fluorul
Fluorul, componentul principal al ClF, este un element esențial în organism în cantități foarte mici, dar poate deveni toxic în concentrații mari. Evaluările recente ale EFSA și NTP au analizat efectele expunerii la fluor asupra sănătății neurocognitive.